# Ibtissam Bouharat
Ibtissam Bouharat (Londerzeel, 2 januari 1990) is een Marokkaans-Belgisch voetbalster die vanaf seizoen 2014/15 speelde voor de dames van PSV. In 2015 werd ze verkozen tot Marokkaans Sportvrouw van het Jaar.

## Clubcarrière
| Seizoen | Club              | Land      | Competitie                            | Wedstrijden | Doelpunten |
| ------- | ----------------- | --------- | ------------------------------------- | ----------- | ---------- |
| 2012/13 | Standard Luik     | België    | BEL                                   | 29          | 15         |
| 2013/14 | RSC Anderlecht    | België    | BEL                                   | 27          | 9          |
| 2014/15 | PSV               | Nederland | BeNeLeague                            | 30          | 15         |
| 2015/16 | PSV               | Nederland | Eredivisie                            | 21          | 10         |
| 2022/23 | KV Mechelen Dames | België    | Eerste klasse (vrouwenvoetbal België) | 0           | 0          |
| Totaal  | Totaal            | Totaal    | Totaal                                | 107         | 49         |

Laatste update: oktober 2020
In seizoen 2012/13 speelde Standard Luik in de UEFA Women's Champions League.

## Nationale elftal
Bouharat kwam voor verschillende Belgische nationale jeugdteams uit, maar speelde sinds 2011 voor het Marokkaans vrouwenvoetbalelftal.

## Privé
Na haar voetbalcarrière werd Bouharat in België Talent development expert bij Double pass.